# Galaxia espiral intermedia

NGC 253 es un ejemplo de una galaxia espiral intermedia

Se denomina galaxia espiral intermedia a una galaxia que, de acuerdo a su forma, se clasifica entre una galaxia espiral barrada y una galaxia espiral sin barra. Se designa como SAB en la clasificación morfológica de galaxias. Los subtipos se etiquetan como SAB0, SABa, SABb, o SABc, siguiendo una secuencia análoga a la secuencia de Hubble para espirales con y sin barras. El subtipo (0, a, b, o c) se basa en la prominencia relativa del bulbo galáctico central y cuán apretados están los brazos en espiral. Generalmente se presenta con dos brazos espirales están envueltos apretadamente alrededor de la barra y además tiene un núcleo extendido y brillante; y su apariencia es diferente de la de una S se asemeja más a la letra griega θ.
La composición de estas galaxias es el mismo que el tipo normal de otro, pero se supone que evolucionan a partir de los irregulares, de hecho para justificar lo que se puede tomar como ejemplo la Gran Nube de Magallanes, que se clasifica como irregular, pero se empieza a desarrollar una barra de luz y una espiral brazo.

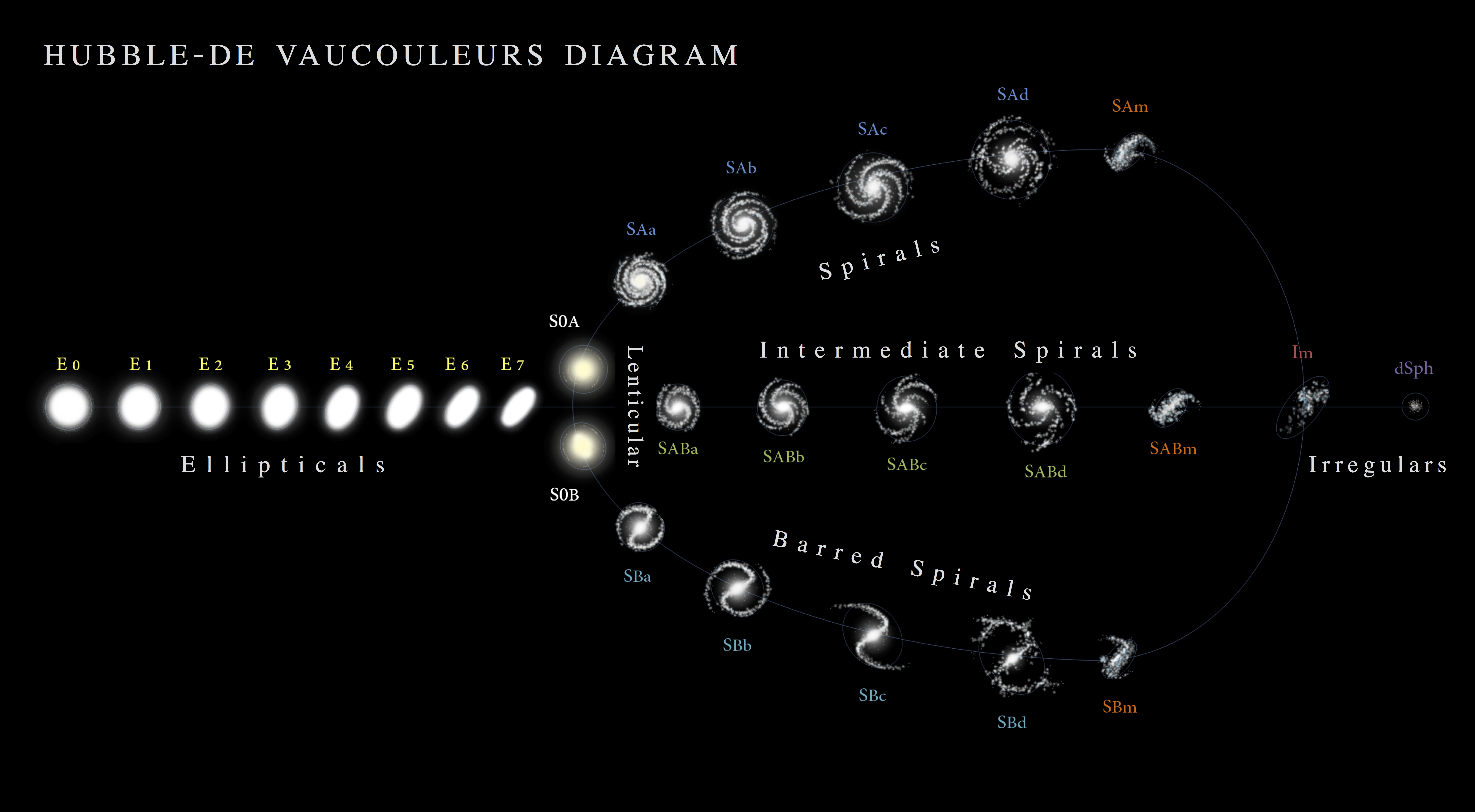
Diagrama del sistema de clasificación morfológica Hubble - de Vaucouleurs que ilustra la clase de espirales intermedias (en inglés).

## Ejemplos
| Ejemplo                            | Tipo      | Imagen                                                                                | Información                                                                        | Notas                         |
| ---------------------------------- | --------- | ------------------------------------------------------------------------------------- | ---------------------------------------------------------------------------------- | ----------------------------- |
|                                    | SAB0-     |                                                                                       | SAB0- es un tipo de galaxia lenticular                                             |                               |
|                                    | SAB0      |                                                                                       | SAB0 es un tipo de galaxia lenticular                                              |                               |
|                                    | SAB0+     |                                                                                       | SAB0+ es un tipo de galaxia lenticular                                             |                               |
|                                    | SAB0/a    |                                                                                       | SAB0/a también puede considerarse un tipo de galaxia lenticular intermedia         |                               |
| Messier 65                         | SABa      |                                                                                       |                                                                                    | M65 es un "SAB(rs)a"          |
| NGC 4725                           | SABab     |                                                                                       |                                                                                    | NGC 4725 es un "SAB(r)ab pec" |
| Messier 66                         | SABb      |                                                                                       |                                                                                    | M66 es un "SAB(s)b"           |
| Messier 106                        | SABbc     |                                                                                       |                                                                                    | M106 es un "SAB(s)bc"         |
| Galaxia del escultor               | SABc      |                                                                                       |                                                                                    | Sculptor es un "SAB(s)c"      |
| NGC 2403                           | SABcd     |                                                                                       |                                                                                    | NGC 2403 es un "SAB(s)cd"     |
|                                    | SABd      |                                                                                       |                                                                                    |                               |
|                                    | SABdm     |                                                                                       | SABdm también puede considerarse un tipo de galaxia espiral magallánica intermedia |                               |
| NGC 4625                           | SABm      |                                                                                       | SABm es un tipo de galaxia espiral magallánica (Sm)                                | NGC 4625 es un "SAB(rs)m pec" |
| Galaxia de los Fuegos Artificiales | SAB(rs)cd | NGC6946 Galaxy from the Mount Lemmon SkyCenter Schulman Telescope courtesy Adam Block |                                                                                    | NGC 4625 es un "SAB(rs)cd"    |